# Porsche Boxster
Porsche Boxster – samochód sportowy klasy kompaktowej produkowany pod niemiecką marką Porsche w latach 1996–2016 oraz jako Porsche 718 Boxster w latach 2016–2025.

## Pierwsza generacja

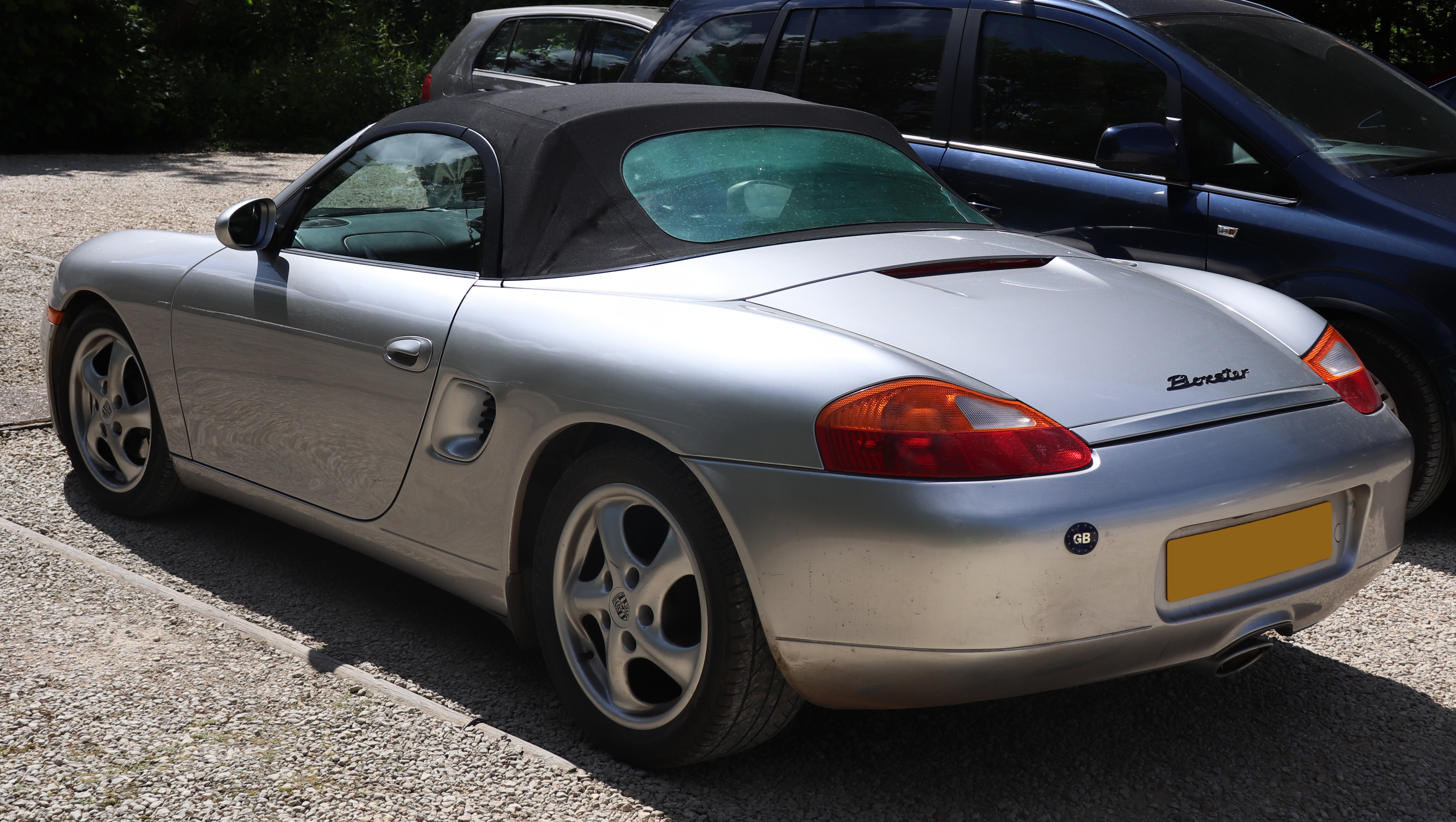
Porsche Boxster I (986) - tył

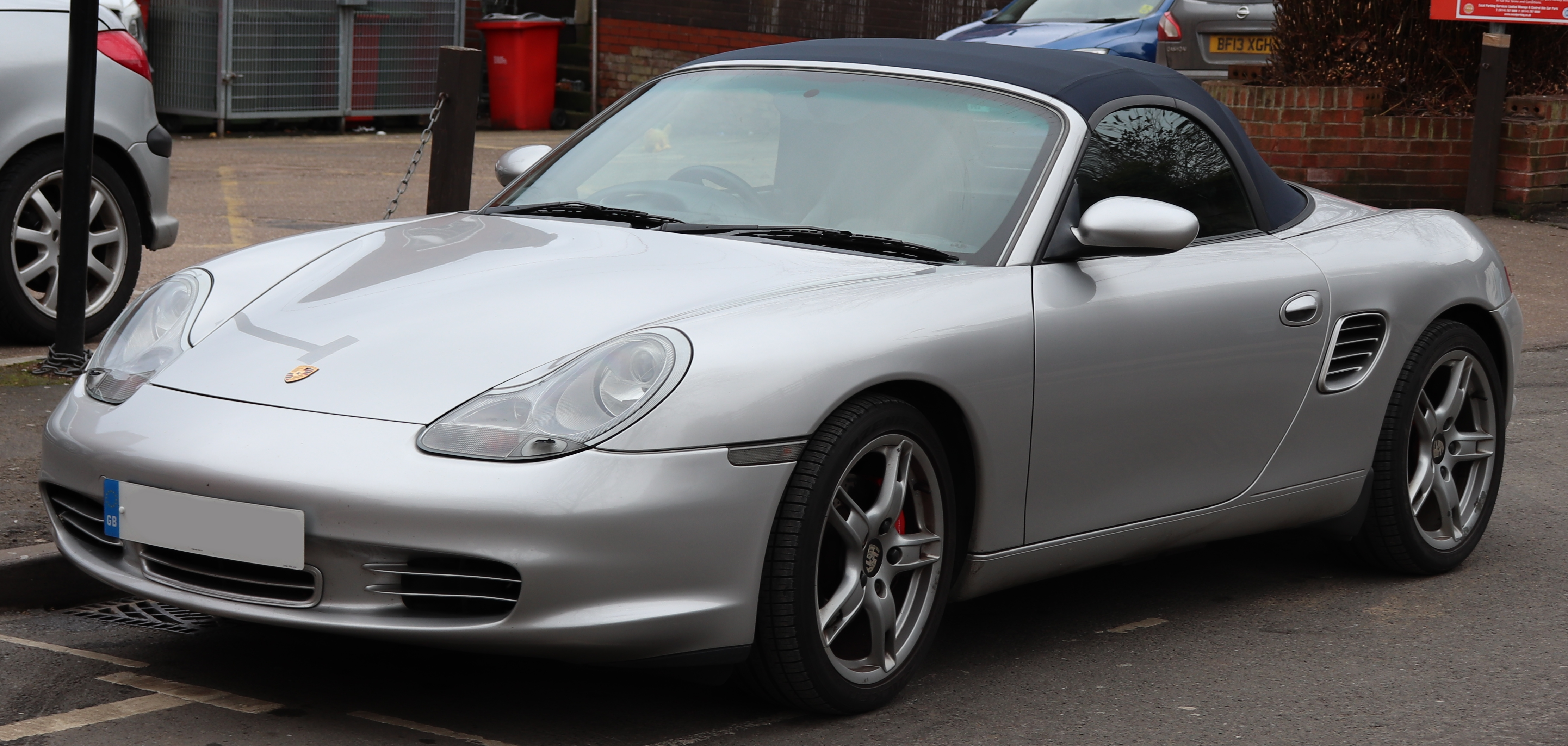
Porsche Boxster I (986) po liftingu

Porsche Boxster I został zaprezentowany po raz pierwszy w 1996 roku.
Samochód otrzymał kod fabryczny 986. Pierwsze wyprodukowane samochody zasilał sześciocylindrowy silnik o pojemności 2.5 l. W 2000 roku wprowadzono nową odmianę Boxster S, która odznaczała się większym, mocniejszym silnikiem o pojemności 3.2 l, podstawowa wersja otrzymała 2.7-litrowy silnik.
W 2005 roku zmiany były na tyle poważne, że Porsche ochrzciło nowy model jako Porsche 987 Boxster. 987 był mocniejszy od 986; wydajność silnika wzrosłą jeszcze bardziej w 2007 roku, gdy oba warianty Boxstera otrzymały silnik od modelu Porsche Cayman.
Produkcja 986 rozpoczęła się w fabryce w której produkowano wcześniej Porsche 928 w Stuttgarcie w 1996 roku. Boxster był również produkowany na kontrakcie w fińskim Uusikaupunki. Boxster był najlepiej sprzedającym się Porsche od czasu jego wprowadzenia w 1997 roku do czasu zaprezentowania modelu Cayenne w roku 2003.
Wygląd pierwszej generacji Boxstera był mocno zainspirowany modelami Porsche Spyder i Speedster oraz 550 Spyder. Po naradach z Toyotą, Porsche udało się znacznie obniżyć koszty produkcji, wprowadzono wiele wspólnych części dla obydwu modeli. Rzeczywiście, Boxster posiada dokładnie taką samą pokrywę oraz przedni błotnik jak model 911 (996), jak również kilka innych części. Początkowo montowany silnik 2.5 l M96 jest bardzo podobny do silnika 3.2 l M96 stosowanego w Porsche 911 (996); były to pierwsze chłodzone cieczą silniki Porsche umieszczone z tyłu pojazdu. Powszechnie wiadome jest że stylistyka Boxster/911 oraz zmniejszenie kosztów produkcji uratowało Porsche od przejęcia przez inną markę.
Model doczekał się lekkiego faceliftingu w roku 2003. Plastikowa szyba tylna została zastąpiona szklanym odpowiednikiem. Porsche wprowadziło inne końcówki wydechu oraz inne filtry powietrza.

### Dane techniczne
| Wersja             | Silnik:                   | Układ zasilania:   | Średnica × skok tłoka: | St. sprężania:     | Moc maksymalna:                    | Maks. moment obrotowy      | 0-100 km/h:        | V-max:             | Średnie spalanie   |
| Silniki benzynowe: | Silniki benzynowe:        | Silniki benzynowe: | Silniki benzynowe:     | Silniki benzynowe: | Silniki benzynowe:                 | Silniki benzynowe:         | Silniki benzynowe: | Silniki benzynowe: | Silniki benzynowe: |
| ------------------ | ------------------------- | ------------------ | ---------------------- | ------------------ | ---------------------------------- | -------------------------- | ------------------ | ------------------ | ------------------ |
| B6 2.5             | B6 2,5 l (2480 cm³), DOHC | wtrysk             | 85,50 mm × 72,00 mm    | 11,0:1             | 204 KM (150 kW) przy 6000 obr./min | 240 N•m przy 5000 obr./min | 6,9 s              | 245 km/h           | 8,9 l              |
| B6 2.7             | B6 2,7 l (2687 cm³), DOHC | wtrysk             | 85,50 mm × 78,00 mm    | 11,0:1             | 220 KM (162 kW) przy 6400 obr./min | 260 N•m przy 4750 obr./min | 6,6 s              | 250 km/h           | b/d                |
| B6 2.7             | B6 2,7 l (2687 cm³), DOHC | wtrysk             | 85,50 mm × 78,00 mm    | 11,0:1             | 227 KM (167 kW) przy 6300 obr./min | 260 N•m przy 4700 obr./min | 6,4 s              | 253 km/h           | 9,7 l              |
| B6 3.2S            | B6 3,2 l (3179 cm³), DOHC | wtrysk             | 93,00 mm × 78,00 mm    | 11,0:1             | 256 KM (188 kW) przy 6250 obr./min | 305 N•m przy 4500 obr./min | 5,9 s              | 260 km/h           | b/d                |
| B6 3.2S            | B6 3,2 l (3179 cm³), DOHC | wtrysk             | 93,00 mm × 78,00 mm    | 11,0:1             | 260 KM (191 kW) przy 6250 obr./min | 310 N•m przy 4600 obr./min | 5,7 s              | 264 km/h           | 10,5 l             |
| B6 3.2S            | B6 3,2 l (3179 cm³), DOHC | wtrysk             | 93,00 mm × 78,00 mm    | 11,0:1             | 265 KM (195 kW) przy 6250 obr./min | 310 N•m przy 4600 obr./min | 5,7 s              | 266 km/h           | 10,5 l             |

### Silniki
1995
- 2.5 l 204 KM (150 kW)

2000
- 2.7 l 220 KM (162 kW)
- 3.2 l 252 KM (185 kW) Boxster S

2003
- 2.7 l 228 KM (168 kW)
- 3.2 l 260 KM (191 kW) Boxster S

2004
- 3.2 l 266 KM (195 kW) Boxster S 550 Spyder 50th Anniversary Edition, tylko 1953 samochody

## Druga generacja

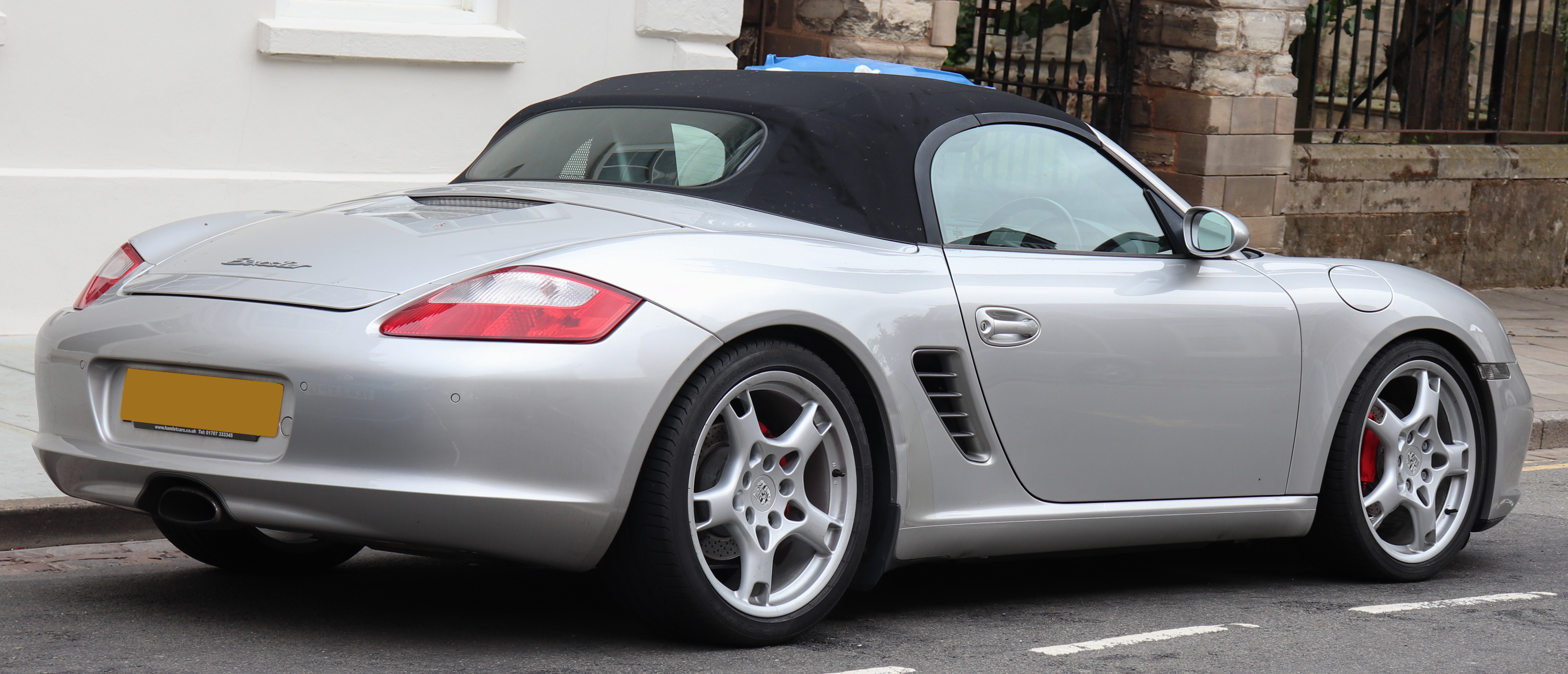
Porsche Boxster II (987) - tył

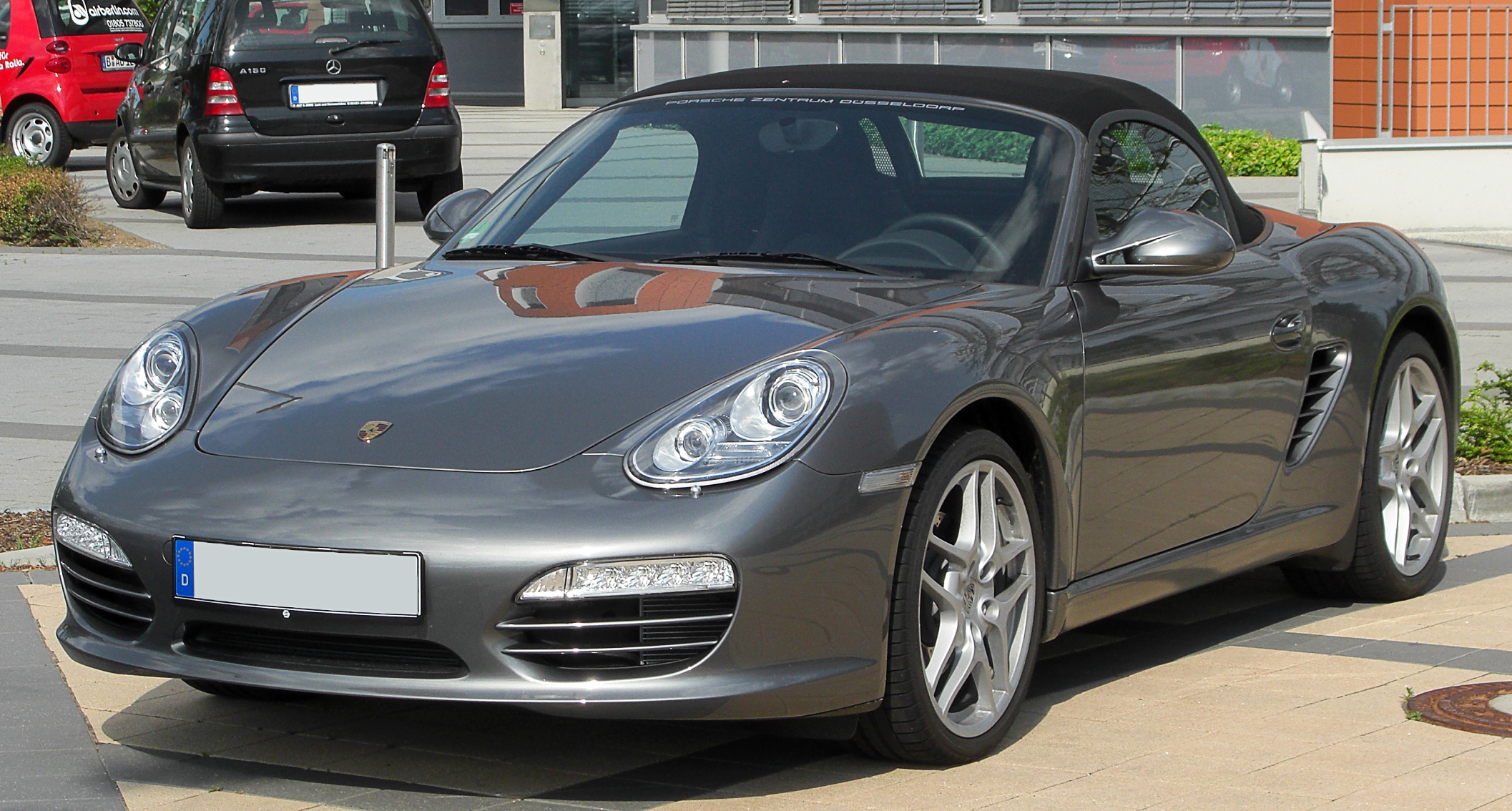
Porsche Boxster II (987) po liftingu

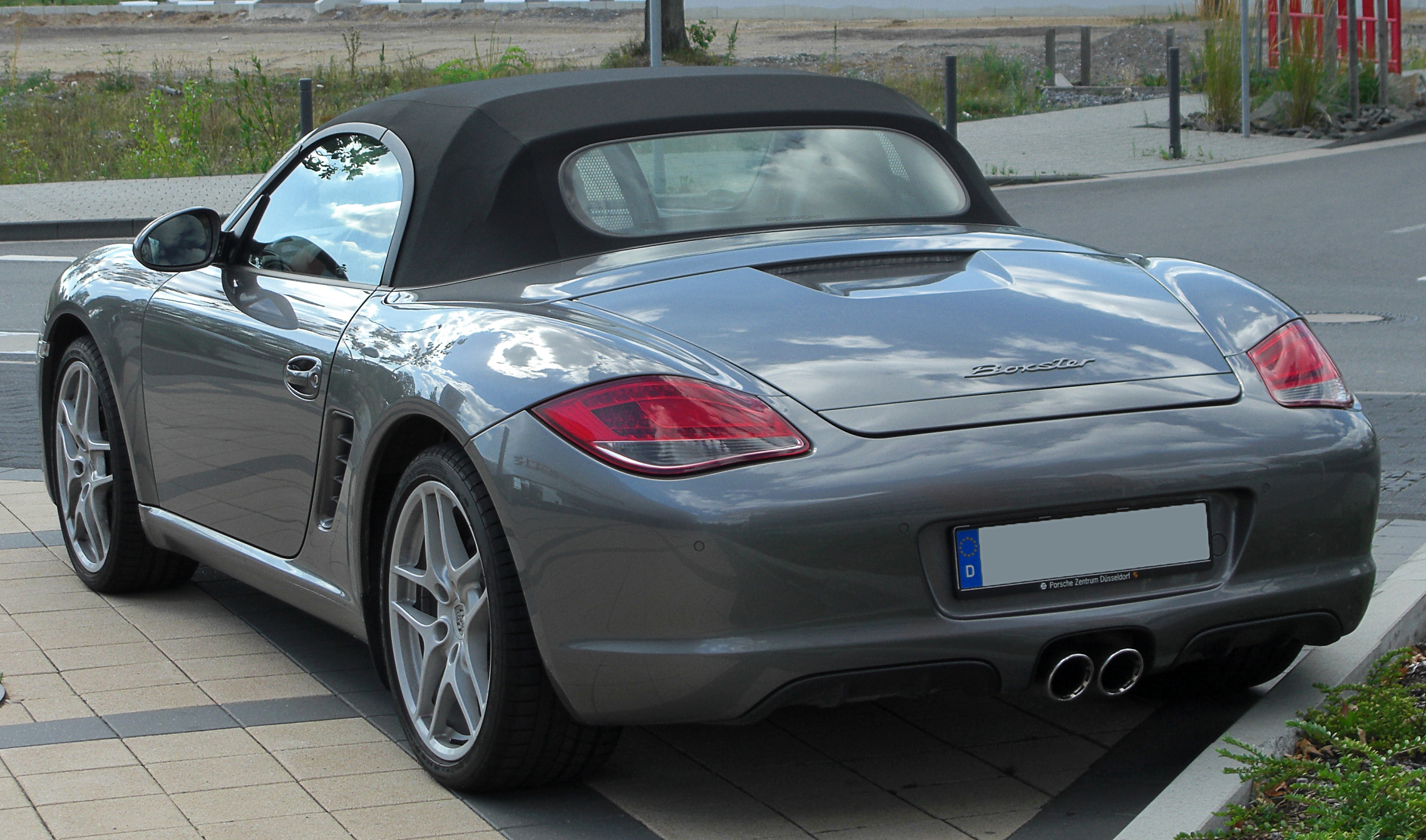
Porsche Boxster II (987) - tył po liftingu

Porsche Boxster II został zaprezentowany po raz pierwszy w 2004 roku.
Druga generacja oznaczona kodem fabrycznym 987 została zaprezentowana podczas targów motoryzacyjnych w Paryżu w 2004 roku. Wygląd nie zmienił się tak bardzo w stosunku do poprzedniej generacji. Najbardziej rzucającą się w oczy zmianą jest wygląd przednich świateł, które wyglądają teraz podobnie do tych z modelu Carrera GT, supersamochodu Porsche. Wloty powietrza po bokach stały się większe, z wyraźniejszymi listewkami bocznymi, pomalowane na kolor srebrny metallic niezależnie od koloru reszty nadwozia. Nadkola zostały powiększone tak, aby zmieścić koła o średnicy 19 cali, pierwsze tak duże koła montowane seryjnie w modelu Boxster. Mocno zmienione w porównaniu z poprzednikiem zostało wnętrze. Porsche utrzymuje że 987 Boxster posiada tylko 20% części z jego poprzednika, mimo że wyglądają na zewnątrz bardzo podobnie. Bazowym silnikiem jest sześciocylindrowa jednostka o pojemności 2.7 l i mocy 176 kW (240 KM), w modelu Boxster S zamontowano silnik o pojemności 3.2 l i mocy 206 kW (280 KM).
W 2007 roku ujednolicono gamę silnikową z Porsche Cayman poprzez podniesienie mocy bazowego silnika 2.7 l do 245 KM i zwiększając pojemność w wersji S do 3.4 l (295 KM).
W 2009 roku auto przeszło face lifting, zastosowano nowe silniki znane z nowych 911-ek, 2.9 l (255 KM) w modelu Boxster i 3.4 l (310 KM z bezpośrednim wtryskiem paliwa) w modelu Boxster S, w obu modelach po raz pierwszy dostępna jest dwusprzęgłowa 7-biegowa skrzynia PDK. Jeśli chodzi o wygląd zewnętrzny, to powiększono przednie wloty powietrza, dodano również diodowe listwy pod reflektorami służące jako światła do jazdy dziennej, pełniące rolę świateł pozycyjnych. W środku znajdziemy nowy system audio CDR-30 wyposażony w monochromatyczny pięciocalowy ekran w standardzie, odtwarzający płyty CD i pliki MP3.
W 2010 roku zaprezentowano wersję Spyder. Główną różnicą w stosunku do wersji S była masa obniżona do 1275 kg oraz nowy silnik 3.5 l (320 KM). Dach w tej wersji składany był ręcznie (w odróżnieniu od pozostałych wersji, które posiadały dach składany elektrycznie).

### Silniki
2005
- 2.7 l 240 KM (176 kW)
- 3.2 l 280 KM (206 kW) Boxster S

2007
- 2.7 l 245 KM (180 kW)
- 3.4 l 295 KM (217 kW) Boxster S

2009
- 2.9 l 255 KM (188 kW)
- 3.4 l 310 KM (228 kW) Boxster S

2010
- 3.5 l 320 KM (235 kW) Boxster Spyder

### Porsche Boxster E
W lutym 2011 roku firma Porsche zaprezentowała elektryczną wersję modelu Boxster – Porsche Boxster E. Trzy pierwsze prototypy były testowane w okolicach Stuttgartu w ramach jednego z niemieckich programów wspierających elektryfikację transportu. Osiągi auta były zbliżone do wersji spalinowej Boxster S.

## Trzecia generacja

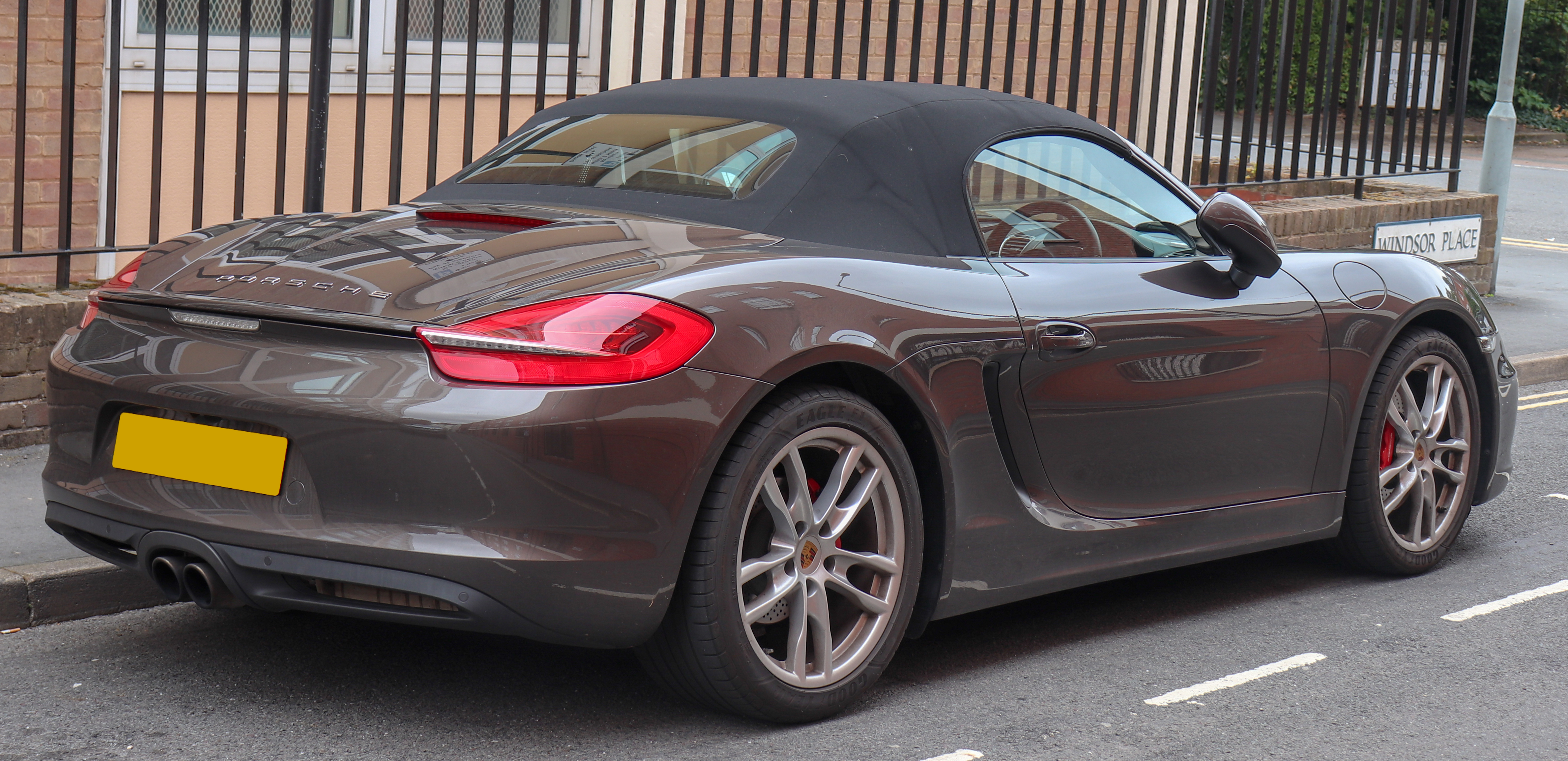
Porsche Boxster III (981) - tył

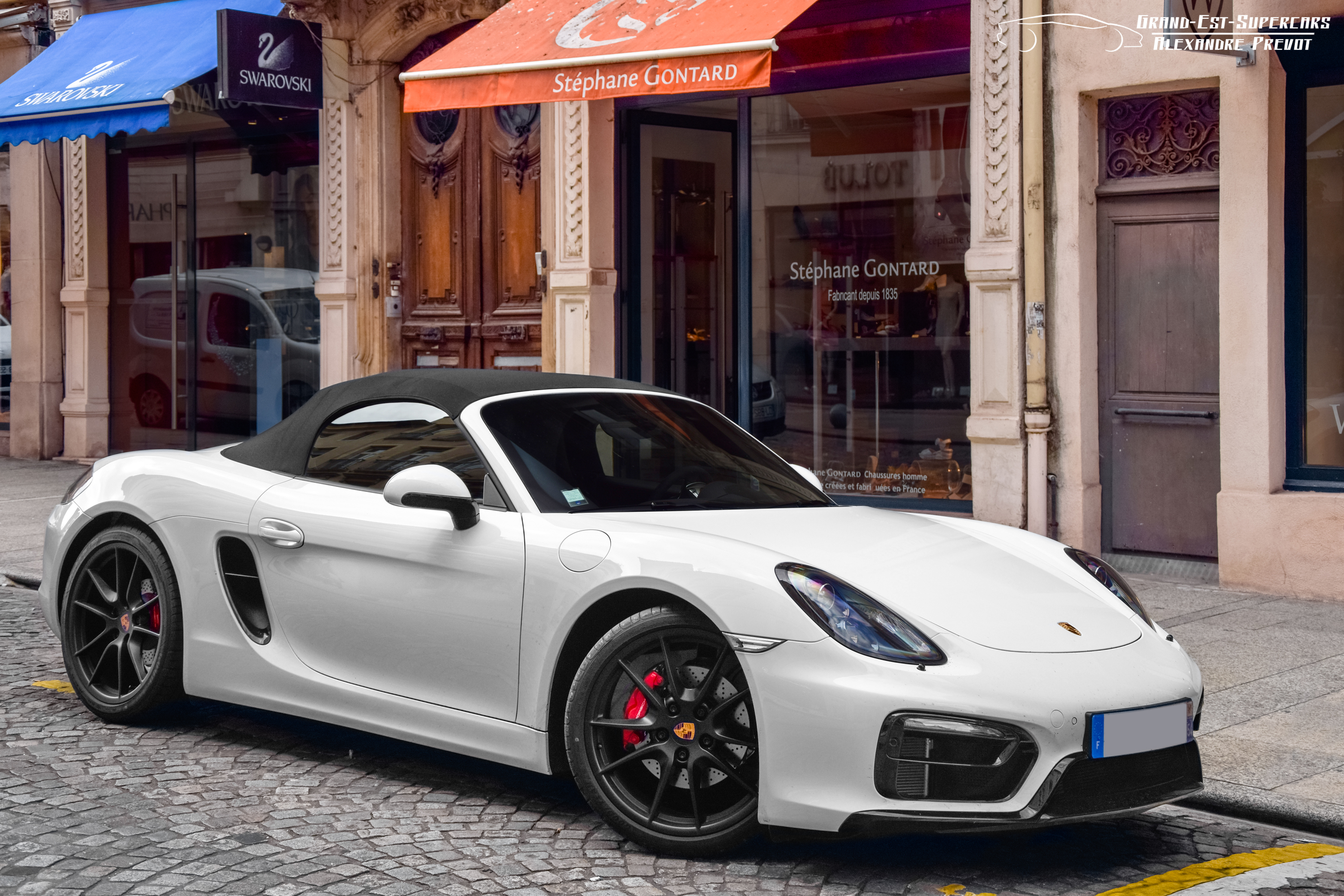
Porsche Boxster III GTS

Porsche Boxster III została zaprezentowana po raz pierwszy w 2012 roku.
Trzecie wcielenie oznaczone kodem fabrycznym (981) zadebiutowało podczas targów motoryzacyjnych w Genewie w 2012 roku. Podstawowa wersja ma sześciocylindrowy silnik o pojemności 2.8 l i mocy 265 KM, jego maksymalny moment obrotowy to 280 Nm. Jest ułożony centralnie. Przy masie 1310 kg samochód przyspiesza do 100 km/h w 5,8 s [5,5 z dwusprzęgłową skrzynią PDK]. Prędkość maksymalna to 264 km/h [262 km/h PDK].
Boxster S to ulepszona wersja. W tej wersji silnik ma 315 KM. Samochód osiąga 100 km/h w 5,1 s [4,8 s PDK], rozpędza się do 280 km/h.
W 2013 roku samochód wspólnie z modelem Cayman zdobył tytuł World Performance Car of the Year.
W marcu 2014 roku Porsche zaprezentowało model Boxster w wersji GTS (Gran Turismo Sport). Auto napędzane jest silnikiem typu Boxer o mocy 330 KM i maksymalnym momencie obrotowym 370 Nm. Samochód w wersji z dwusprzęgłową przekładnią PDK rozpędza się do 100 km/h w 4,7 s. Auto trafiło do salonów w maju. Ceny w Niemczech rozpoczynają się od 69 949 euro.
We wrześniu 2014 roku Porsche zaprezentowało najsłabszą wersję modelu Boxster. Jest ona zasilana sześciocylindrowym silnikiem o pojemności 2.7 litra i mocy maksymalnej 211 KM. Silnik pozwala rozpędzić auto do 100 km/h w 6,4 s. Prędkość maksymalna wynosi 245 km/h.

### Silniki
2012-2014:
- 2.8 l 265 KM (195 kW)
- 3.4 l 315 KM (232 kW) Boxster S

2014-2015:
- 3.4 l 330 KM (243 kW) Boxster GTS

2015-2016:
- 3.8 l 375 KM (276 kW) Boxster Spyder

## Czwarta generacja

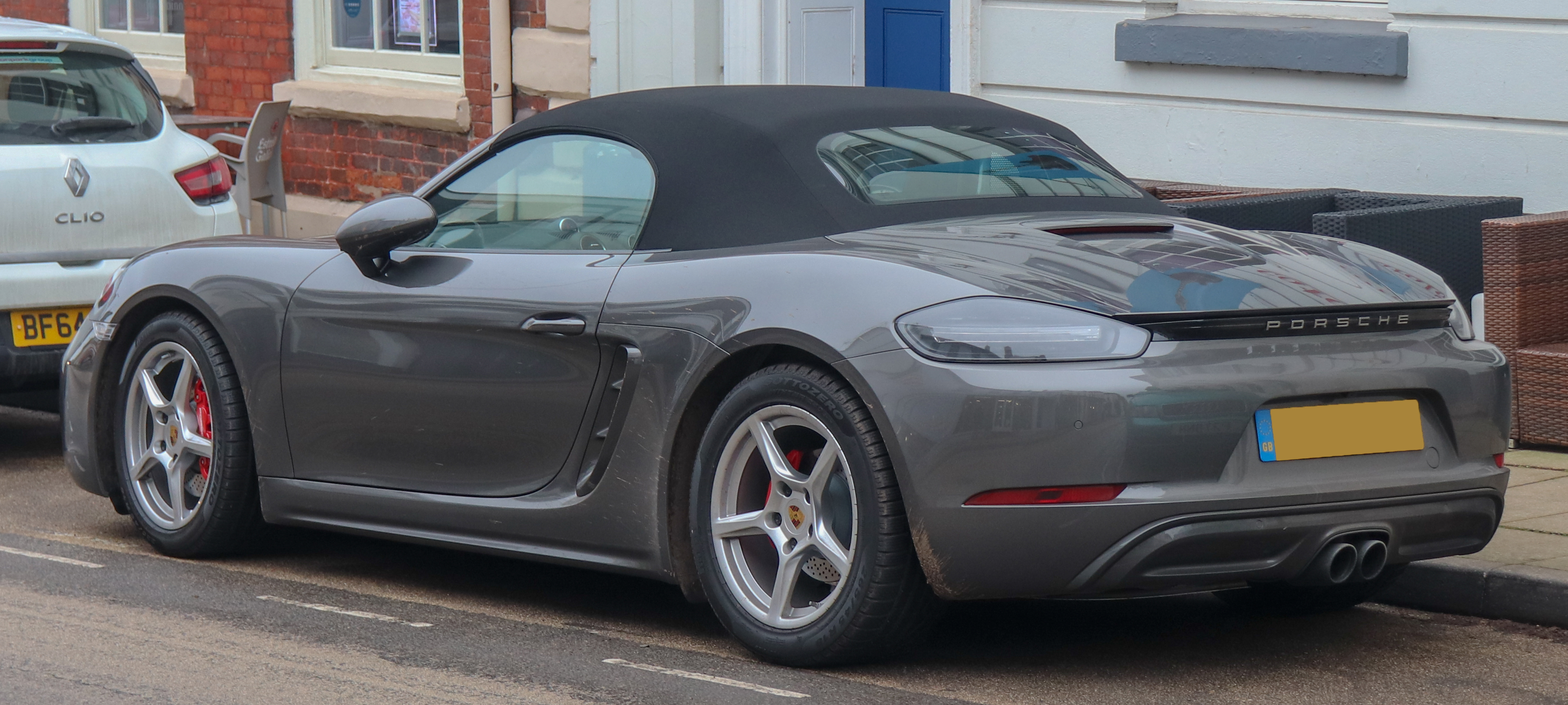
Porsche 718 Boxster IV (982) - tył

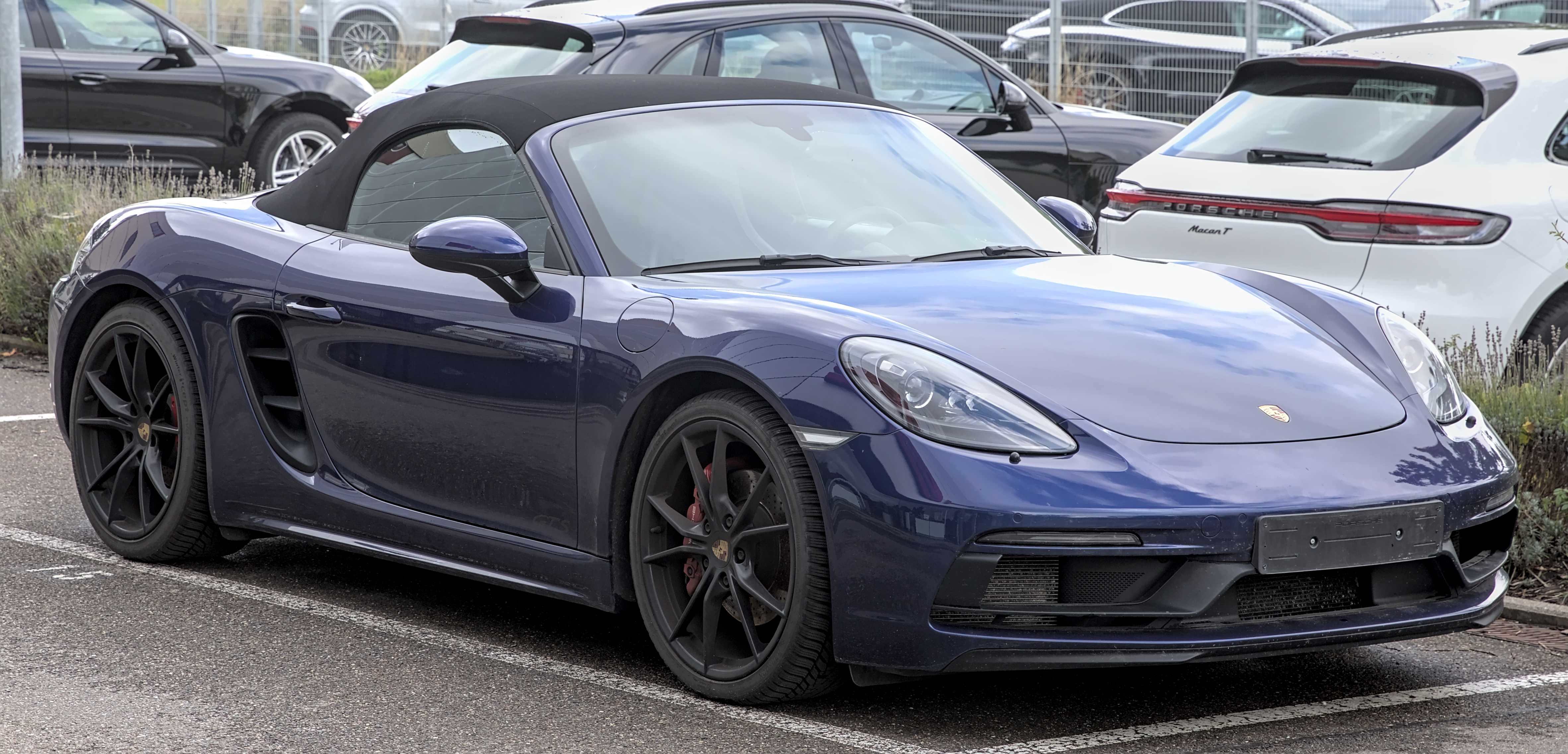
Porsche 718 Boxster IV GTS (982)

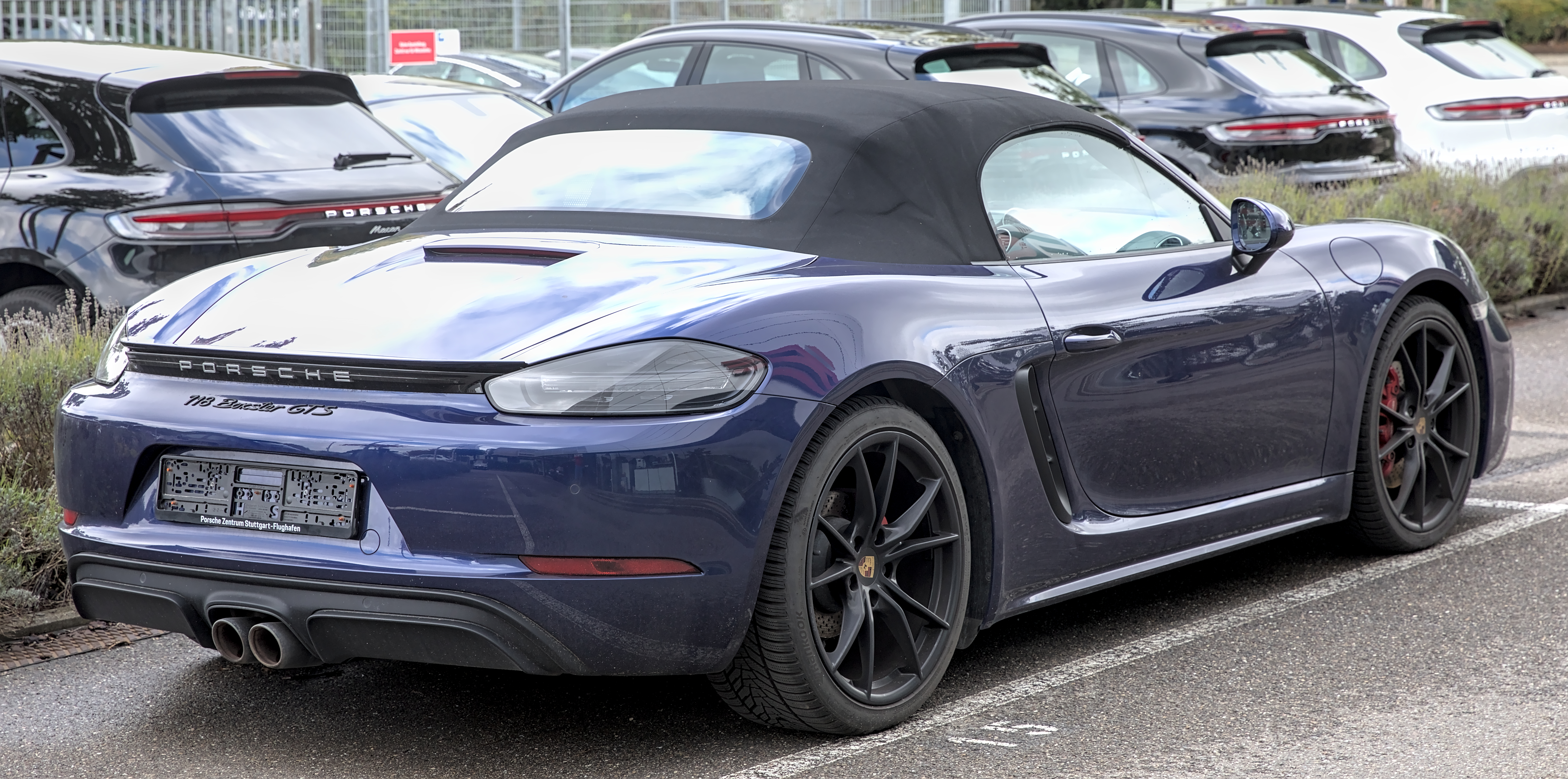
Porsche 718 Boxster IV GTS (982) - tył

Porsche 718 Boxster został zaprezentowany po raz pierwszy w 2015 roku.
Z końcem 2015 roku rodzina modeli Boxster i Cayman przeszła jednocześnie rozległą modernizację. Zmienił się wygląd, a także nazwa - odtąd roadster Porsche nazywa się 718 Boxster i nosi nowy kod fabryczny 982. Samochód zyskał przede wszystkim przemodelowany kształt zderzaków, inny kształt reflektorów oraz zmodyfikowany tył dopasowany wyglądem do innych modeli Porsche. W środku pojawił się odświeżony projekt kokpitu, gdzie zmodyfikowano m.in. kształt nawiewów i przyrządów w konsoli centralnej. Pod maskę trafiły nowe jednostki napędowe: turbodoładowane, czterocylindrowe silniki w układzie bokser. Sprzedaż zmodernizowanego Boxstera ruszyła wiosną 2016 roku. Samochód jest plasowany w ofercie dalej jako droższy od Caymana.

### Silniki
2016-2017:
- 2.0 l 300 KM (221 kW)
- 2.5 l 350 KM (257 kW) 718 Boxster S

2017-2019:
- 2.5 l 365 KM (268 kW) 718 Boxster GTS

2019-2020:
- 2.0 l 300 KM (220 kW) 718 Boxster T
- 4.0 l 420 KM (309 kW) 718 Boxster Spyder

od 2020:
- 4.0 l 400 KM (294 kW) 718 Boxster GTS